# Świat pani Malinowskiej
Świat pani Malinowskiej – psychologiczna powieść obyczajowa Tadeusza Dołęgi-Mostowicza z 1934 roku.

## Treść
Bogna Jezierska, młoda wdowa po profesorze, wytworna i inteligentna kobieta z ziemiańskiej rodziny, niespodziewanie wychodzi za mąż za przystojnego, lecz niezbyt zdolnego urzędnika – prowincjusza Ewarysta Malinowskiego. Dzięki temu małżeństwu jej mąż szybko zaczyna robić urzędniczą i towarzyską karierę, co staje się początkiem rażących zmian w jego dotychczas poprawnym charakterze i zachowaniu. Wejście w nowe środowisko rozbudza w nim wrodzoną próżność i niezdrową chęć użycia wraz z rosnącą potrzebą pieniędzy. Mimo to, zakochana w nim pani Bogna bezkrytycznie wspiera powodzenie egoistycznego męża i toleruje jego wybryki, które ostatecznie skutkują życiową katastrofą spowodowaną przez hulaszczy tryb życia i nadużycia finansowe nieodpowiedzialnego, aroganckiego mężczyzny.

## Cechy utworu
Akcja tej powieści (podobnie jak w Karierze Nikodema Dyzmy) rozgrywa się głównie w urzędniczych i zamożnych środowiskach przedwojennej Warszawy. Zwodniczy, bezwzględny, w istocie dość prymitywny Ewaryst Malinowski to przyrodni brat Nikodema Dyzmy: podobnie jak on jest karierowiczem, oszustem i manipulatorem, zręcznie wykorzystującym pozory, towarzyskie stosunki, milczącą tolerancję otoczenia oraz życzliwość i łatwowierność innych. Natomiast wierna i ślepo kochająca go Bogna (mimo licznych podobieństw do Niny Ponimirskiej), jest przykładem przesadnie uczciwej, naiwnej życiowo i zawłaszczonej przez oszusta kobiety, która dla pozostania w tym toksycznym związku, ostatecznie poświęca własne życie, próbując jedynie ratować przyszłość ich dziecka. Reprezentuje poczucie małżeńskiego obowiązku, wierność, wyrozumiałość i poświęcenie posunięte do absurdu.
Psychologiczna strona powieści jest przedstawieniem uczuciowego trójkąta. Trzecią postacią dramatu jest pochodzący z ziemiańskiej arystokracji, zubożały Stefan Borowicz, również urzędnik, od dawna zakochany w Bognie, lecz skrywający to uczucie nawet przed samym sobą. Psychologiczny typ samotnego wilka, bierny życiowo minimalista, obawiający się podejmowania wyzwań i obojętny wobec możliwości zrobienia kariery. Bezwarunkowo wierny swemu uczuciu, w ostatecznym momencie pozostaje jedyną osobą godną zaufania dla całkowicie rozczarowanej i zawiedzionej życiowo kobiety.